# Larinus sturnus
Larinus sturnus – średniej wielkości chrząszcz z rodziny ryjkowcowatych, z rodzaju Larinus. Wcześniej znany jako Phyllonomeus sturnus.

## Opis
Chrząszcz ten mierzy 7-12.5mm. Posiada charakterystyczny dla rodziny ryjkowcowatych ryjek. Jest on gruby, krótszy u samców, u samic stosunkowo dłuższy. Barwa ciała czarna, z licznymi żółtymi plamkami, ciało gęsto żółto opylone. W tylnej części przedplecza, przed scutellum, delikatne, lecz zauważalne wgłębienie. Gatunek często mylony z innymi przedstawicielami swojego rodzaju – Larinus planus oraz Larinus turbinatus. Różnią się one jednak nieznacznymi cechami morfologicznymi, natomiast można je rozpoznać po wielkości – obydwa te gatunki są mniejsze od L. sturnus.  Larinus planus także pozbawiony jest wgłębienia na przedpleczu.
Gatunek rozprzestrzeniony od Azji Zachodniej po środkową i południową część Europy oraz Algierię i Maroko. W Polsce występuje dość licznie, można go spotkać prawie na całym terenie kraju, lecz dawniej był to rzadki gatunek, zajmujący tylko nieliczne stanowiska. Występuje na łąkach, pastwiskach, przydrożach, pobrzeżach lasów i zarośli, porębach i suchych zboczach. Postacie dojrzałe poławiane są od maja do września.

## Cykl życiowy
Jako rośliny żywicielskie różne źródła podają: oset zwisły, ostrożeń lancetowaty, ostrożeń dwubarwny, ostrożeń głowacz, ostrożeń warzywny, ostrożeń błotny, chaber łąkowy, chaber driakiewnik i dziewięćsił bezłodygowy. Samica do jednego zamkniętego koszyczka kwiatowego składa jedno jajo. Larwa odżywia się nasionami i tkankami dna koszyczka. Przepoczwarczenie następuje w sierpniu. Osobniki Imago żywią się sokiem roślinnym.